# Śāntarakṣita
Śāntarakṣita (que pode ser aportuguesado como "Xântaracxita"; sânscrito: शान्तरक्षित; em tibetano: ཞི་བ་འཚོ; Wylie: zhi ba tsho), cujo nome se traduz como "protegido por Aquele que está em paz" (uma forma poética de "protegido pelo Buda"), foi um importante e influente filósofo budista indiano, particularmente para a tradição budista tibetana. Śāntarakṣita foi um filósofo da escola Madiamaca que estudou no mosteiro Nalanda sob Jñānagarbha, e se tornou o fundador de Samye, o primeiro mosteiro budista no Tibete.
Śāntarakṣita defendeu uma filosofia sintética que combinou Madiamaca, Iogachara e a logicoepistemologia de Dharmakirti em um novo sistema filosófico madiamaca. Essa abordagem filosófica é conhecida como Yogācāra-Mādhyamika ou Yogācāra-Svatantrika-Mādhyamika no budismo tibetano. Ao contrário de outros filósofos madiamacas, Śāntarakṣita aceitou doutrinas iogacharas como "mente apenas" (cittamatra) e "consciência autorreflexiva" (svasamvedana), mas somente no nível da verdade convencional. De acordo com James Blumenthal, esta síntese é o grande desenvolvimento final na filosofia budista indiana antes do desaparecimento do budismo da Índia (c. séculos XII–XIII).

## Biografia

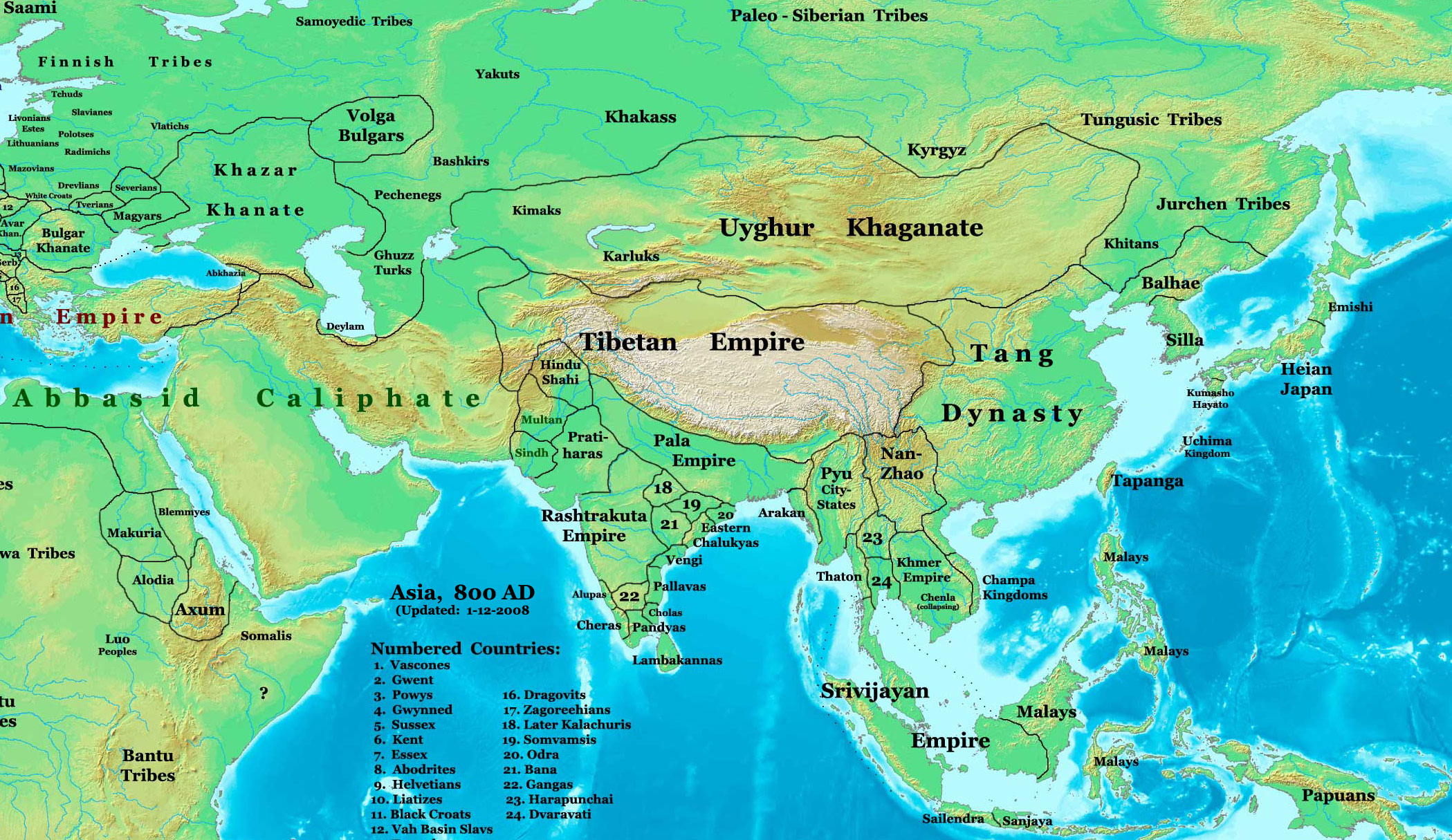
Ásia em 800 EC, mostrando a Dinastia Pala no norte da Índia, patronos da Universidade Nalanda, bem como o Império Tibetano.

Existem poucos registros históricos de Śāntarakṣita, com a maioria dos materiais disponíveis sendo de fontes hagiográficas. Parte de sua história é detalhada em um comentário do século XIX de Jamgon Ju Mipham Gyatso, extraído de fontes como os Anais Azuis, Buton e Taranatha. De acordo com Ju Mipham, Śāntarakṣita era filho do rei de Zahor (no leste da Índia em torno dos estados modernos de Bihar e Bengala). Fontes tibetanas referem-se a ele, Jñānagarbha e Kamalasila como rang rgyud shar gsum significando os "três Svātantrikas orientais".
A maioria das fontes contém poucas informações sobre sua vida na Índia, como tal, tudo o que se pode saber é que ele era um monge indiano na linhagem Mulasarvastivada no Império Pala. Fontes tibetanas também afirmam que ele estudou com Jñānagarbha e, eventualmente, tornou-se o chefe da Universidade de Nalanda depois de dominar todos os ramos do aprendizado.
Ele foi convidado para o Tibete pela primeira vez pelo rei Trisong Detsen (c. 742–797) para ajudar a estabelecer o budismo lá e sua primeira viagem ao Tibete pode ser datada de 763. No entanto, de acordo com fontes tibetanas como os Anais Azuis, sua primeira viagem não teve sucesso e, devido às atividades de certos espíritos locais, ele foi forçado a sair. Ele então passou seis anos no Nepal antes de retornar ao Tibete.
Fontes tibetanas então afirmam que Śāntarakṣita retornou mais tarde junto com um adepto tântrico chamado Padmasambhava que realizou os ritos mágicos necessários para apaziguar os espíritos infelizes e permitir o estabelecimento do primeiro mosteiro budista no Tibete. Uma vez que isso foi feito, Śāntarakṣita supervisionou a construção do mosteiro Samye (que significa: "o Inconcebível", Skt. acintya) começando em 775 EC no modelo do mosteiro indiano de Uddaṇḍapura.
Ele então ordenou os primeiros sete monges budistas tibetanos lá com a ajuda de doze monges indianos (c. 779). Ele permaneceu em Samye como abade (upadhyaya) pelo resto de sua vida (treze anos após a conclusão). Em Samye, Śāntarakṣita estabeleceu um currículo monástico budista baseado no modelo indiano. Ele também supervisionou a tradução das escrituras budistas para o tibetano. Durante este período, vários outros estudiosos indianos vieram ao Tibete para trabalhar na tradução, incluindo Vimalamitra, Buddhaguhya, Santigrabha e Visuddhasimha. Fontes tibetanas afirmam que ele morreu repentinamente em um acidente após ser chutado por um cavalo.

## Filosofia e ensinamentos

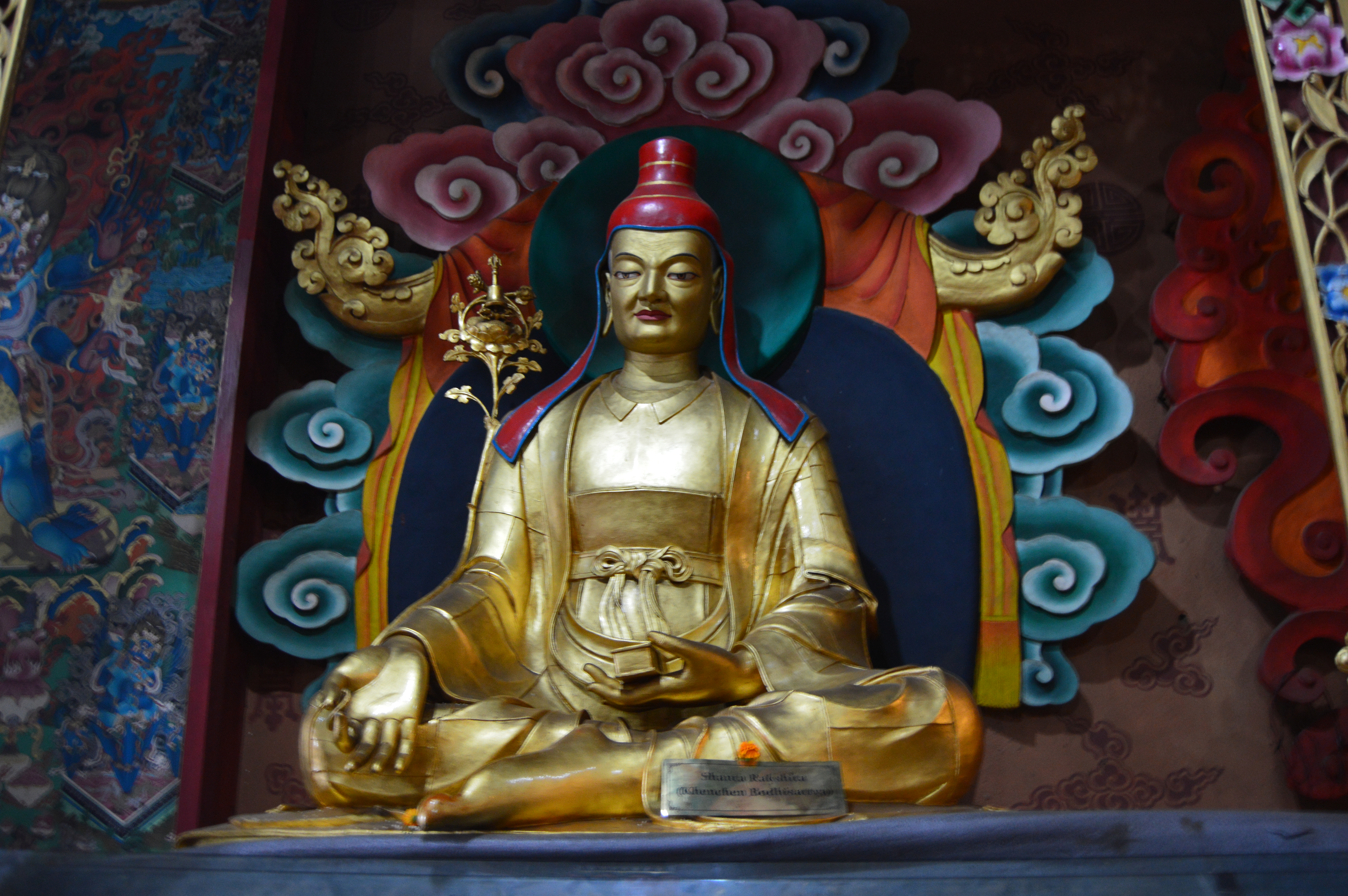
Śāntarakṣita, também conhecido como "Khenchen Bodhisattva", no Mosteiro Guru Lhakhang, Bouddhanath

De acordo com fontes tibetanas, Śāntarakṣita e seus alunos inicialmente se concentraram em ensinar as 'dez boas ações' (sânscrito: daśakuśalakarmapatha), as seis paramitas (virtudes transcendentes), um resumo do Maaiana e 'a cadeia de origação dependente' ( pratītyasamutpāda).
Fontes tibetanas indicam que ele e seu aluno Kamalaśīla ensinaram principalmente um caminho gradual para o estado de Buda (mais detalhadamente delineado no Bhāvanākrama de Kamalaśīla). Ju Mipham escreve que quando ele veio para o Tibete, "ele apresentou as dez boas virtudes, os dezoito dhatus e a cadeia dodécupla do surgimento dependente".
Śāntarakṣita é mais conhecido por sua interpretação sincrética da filosofia madiamaca, que também faz uso de iogachara e epistemologia dharmakirtiana. Sua visão Madhyamaka é mais claramente delineada em seu Madhyamakālaṃkāra (O Ornamento do Caminho do Meio) e seu próprio comentário sobre tal texto, o Madhyamakālaṃkāravṛtti (O Autocomentário sobre o Ornamento do Caminho do Meio). Śāntarakṣita não é o primeiro pensador budista a tentar uma síntese do pensamento madiamaca com iogachara. Embora Śāntarakṣita seja frequentemente considerado o principal expoente dessa abordagem, figuras anteriores como Vimuktisena, Srigupta e o professor de Śāntarakṣita, Jñānagarbha, já haviam escrito de uma perspectiva sincrética semelhante.
Como outros pensadores indianos de Madiamaca, Śāntarakṣita explica o status ontológico dos fenômenos através do uso da doutrina das "duas verdades": a última (paramārtha) e a convencional (saṃvṛti). Embora em um sentido último ou absoluto, todos os fenômenos vistos por Madiamaca como sendo "vazios" (shunya) de essência ou natureza inerente (svabhāva), eles podem ser considerados como tendo algum tipo de existência convencional, nominal ou provisória. James Blumenthal resume a visão sincrética de Śāntarakṣita assim: "Śāntarakṣita defende uma perspectiva madiamaca ao descrever verdades últimas, e uma perspectiva iogachara ao descrever verdades convencionais."
De acordo com Blumenthal, o pensamento de Śāntarakṣita também enfatizou a importância de estudar as escolas budistas "inferiores". Essas visões menores foram "vistas como trampolins integrais na ascensão à sua apresentação do que ele considerava ser a visão correta de Madiamaca". Essa maneira de usar uma hierarquia doxográfica para apresentar a filosofia budista permanece influente no pensamento budista tibetano.

### Verdade última e nem-um-nem-muitos
Como outros pensadores madiamacas, Śāntarakṣita vê a verdade última como sendo a vacuidade de todos os fenômenos (ou seja, sua falta de existência ou essência inerente). Ele faz uso do "argumento nem um, nem muitos" em seu Madhyamakālaṃkāra como uma forma de argumentar pela vacuidade. A posição básica é delineada pela seguinte estrofe:
"Essas entidades, como afirmam nossas próprias [escolas budistas] e outras [escolas não budistas], não têm natureza inerente, porque na realidade não têm natureza singular nem múltipla, como uma imagem refletida."
A ideia principal em seu argumento é que qualquer fenômeno dado (ou seja, dharma), não pode ser considerado como tendo uma natureza ou essência inerente (ou seja, svabhāva), porque tal natureza não pode ser provada como uma natureza singular (ekasvabhāva) nem como uma multiplicidade de naturezas (anekasvabhāva).
No Madhyamakālaṃkāra, Śāntarakṣita analisa todos os diferentes fenômenos postulados pelas escolas budistas e não-budistas através do esquema nem-um-nem-muitos, provando que eles não podem ser mostrados como uma única coisa ou como uma coleção múltipla de muitos fenômenos. Śāntarakṣita geralmente começa olhando para qualquer fenômeno que é afirmado por seu interlocutor como tendo uma natureza verdadeiramente singular e então mostrando como ele não pode ser realmente singular.
Por exemplo, ao analisar a doutrina da escola Sânquia de uma Natureza Fundamental (Prakṛti, a causa absoluta não-causada, permanente de tudo), Śāntarakṣita afirma que esta natureza permanente e fundamental não pode ser verdadeiramente singular porque "contribui para a produção de efeitos sucessivos." Uma vez que "cada efeito sucessivo é distinto", então essa natureza fundamental que está contribuindo para todos esses efeitos diferentes que surgem em momentos diferentes não é realmente singular.
Após criticar as ideias não-budistas, Śāntarakṣita volta seus argumentos contra as ideias budistas, como a teoria do svabhāva, a teoria dos átomos (paramanu), a teoria da pessoa (pudgala), as teorias sobre o espaço (akasa) e o nirvana. Ele também critica os budistas sautrânticas e iogacharas que sustentavam que a consciência (vijñāna) seria verdadeiramente singular e ainda conhece uma variedade de objetos. Em sua análise da consciência, Śāntarakṣita conclui que ela é como outras entidades no sentido de que não pode ser nem unitária nem múltipla. Portanto, ele (como outros madiamicas) se recusa a atribuir qualquer realidade última à consciência e a vê como vazia de qualquer natureza inerente. Além disso, ele também critica a teoria iogachara das três naturezas.
Śāntarakṣita então se volta para uma crítica da ideia de que há uma natureza verdadeiramente múltipla nos fenômenos. O principal argumento de Śāntarakṣita aqui é que qualquer natureza ou essência múltipla dependeria de uma agregação de essências singulares. Mas como as essências singulares provaram ser irracionais, então também não pode haver essência múltipla. Por causa disso, os fenômenos não podem ter nenhuma natureza ou essência inerente, pois a própria ideia de tal coisa é irracional.

### O convencional
Todos os madiamicas  concordam com uma visão antiessencialista que rejeita todas as essências permanentes, naturezas inerentes ou existência verdadeira. No entanto, nem todos concordam com a verdade convencional, ou seja, a melhor maneira de descrever como é que os fenômenos "existem" em um sentido relativo. Em seu Madhyamakālaṃkāra, Śāntarakṣita argumenta que os fenômenos que são "caracterizados apenas pela convencionalidade" são aqueles fenômenos que "são gerados e se desintegram e aqueles que têm a capacidade de funcionar".
De acordo com Blumenthal, os principais critérios para entidades convencionais dados por Śāntarakṣita em seu Madhyamakālaṃkāra e seu comentário são os seguintes:
1. aquilo que é conhecido por uma mente,
2. aquilo que tem a capacidade de funcionar (ou seja, que é causalmente eficaz),
3. aquilo que é impermanente, e
4. aquilo que é incapaz de resistir à análise que busca uma natureza ou essência última nas entidades.

Além disso, eficácia causal e impermanência são qualidades que as verdades convencionais têm devido ao fato de serem originadas de forma dependente, ou seja, surgem devido a causas e condições que são elas mesmas impermanentes (e assim por diante). Além disso, as verdades convencionais são descritas por Śāntarakṣita como sendo conhecidas pelo pensamento conceitual e designadas com base no costume mundano.
Um elemento importante da apresentação da verdade convencional de Śāntarakṣita é que ele também incorpora certas visões da escola Iogachara, principalmente a ideia de que os fenômenos convencionais são apenas consciência, bem como o conceito de consciência autoconhecedora ou consciência reflexiva (svasamvedana). O Madhyamakālaṃkāra argumenta a favor da posição do Iogachara em um nível convencional e afirma que "aquilo que é causa e resultado é mera consciência apenas". Assim, Śāntarakṣita incorpora a análise da escola Iogachara em sua estrutura Madiamaca como uma maneira útil de entender a realidade convencional e como um trampolim para a visão mais elevada da vacuidade de todos os fenômenos.

## Obras
Cerca de 11 obras podem ter sido escritas por Śāntarakṣita, algumas sobrevivem na tradução tibetana e outras em sânscrito. Alguns de seus textos sobrevivem em bibliotecas jainistas, mostrando que ele era uma figura levada a sério até mesmo por alguns de seus oponentes não-budistas.
Suas principais obras conhecidas incluem:
- *Aṣṭatathāgatastotra (D 1166/ P 2055), um pequeno elogio
- *Śrīva-jradharasaṅgītibhagavatstotraṭīkā (D 1163/ P 2052), um pequeno elogio
- Tattvasiddhi (D 39a1/P 42a8), uma defesa filosófica do tantra, a autoria é duvidosa.
- Saṅvaraviṃśakavṛtti (D 4082/ P 5583), enfoca o treinamento e a prática de um bodisatva e é na verdade um comentário sobre o Bodhisattvasaṃvaraviṃśaka de Chandragomin. Também está relacionado ao Bodhisattvabhumi.
- Satyadvayavibhaṅgapañjikā (D 3883/P 5283), um extenso comentário sobre o Satyadvayavibhaṅga de Jñānagarbha. A autoria foi questionada por vários estudiosos, incluindo alguns tibetanos como Tsongkhapa e Taranatha.
- Paramārthaviniścaya, agora perdido.
- Vādanyāyaṭīkā vipañcitārthā (D 4239/ P 5725), um comentário sobre o Vādanyāya de Dharmakirti
- Tattvasaṅgraha, um enorme compêndio polêmico de filosofia indiana que abrange visões budistas e não-budistas. Há também um comentário sobre este texto por Kamalaśīla.
- Madhyamakālaṅkāra e seu autocomentário, o Madhyamakālaṅkāravṛtti . Esta é sua principal exposição de suas visões sintéticas de Madiamaca. Kamalaśīla também compôs um comentário a este texto, o Madhyamakālaṅkārapañjikā.

### Tattvasaṅgraha
O Tattvasaṅgraha (Compêndio sobre Realidade/Verdade) de Śāntarakṣita é um tratamento enorme e enciclopédico (mais de 3.600 versos distribuídos em 26 capítulos) das principais visões filosóficas indianas da época. Neste texto, o autor esboça os pontos de vista das inúmeras tradições indianas não-budistas de seu tempo.
Ao contrário dos textos madiamacas anteriores que foram organizados em torno de categorias budistas a serem refutadas e discutidas, o Tattvasaṅgraha é organizado principalmente em torno de refutar visões não-budistas que estavam se tornando cada vez mais sofisticadas e proeminentes durante a era de Śāntarakṣita (embora também haja espaço para certas visões budistas, como pudgalavada, ou seja, "personalismo"). Neste texto, Śāntarakṣita explica e então refuta muitas visões não-budistas sistematicamente, incluindo a matéria primordial de Sāṅkhya, o deus criador de Nyāya (Īśvara) e seis teorias diferentes sobre o self perfeito (ātman). Ele também defende a doutrina budista da momentaneidade, rejeita as categorias ontológicas do Vaiśeṣika, discute filosofia da linguagem e epistemologia, bem como teorias jainistas, filosofia sarvastivada e critica o materialismo dos charvacas e as visões escriturais de Mīmāṃsā.
Uma versão em sânscrito deste trabalho foi descoberta em 1873 pelo Dr. G. Bühler no templo jain de Pārśva em Jaisalmer. Esta versão contém também o comentário do aluno de Śāntarakṣita, Kamalaśīla.

### Madhyamakālaṅkāra
A síntese de Śāntarakṣita de Madiamaca, Iogachara e pensamento dharmakirtiano foi exposta em seu Madhyamakālaṅkāra (Ornamento do Caminho do Meio). Neste texto de verso curto, Śāntarakṣita critica algumas visões fundamentais hindus e budistas e, em seguida, detalha sua apresentação da doutrina das duas verdades . Isso apresenta o idealismo iogachara como a maneira superior de analisar a verdade convencional, mantendo a filosofia madiamaca da vacuidade como a verdade última. Nos últimos versos deste texto, ele resume sua abordagem da seguinte forma:
"Baseado no ponto de vista da mente apenas, deve-se conhecer a inexistência de entidades externas. Com base neste ponto de vista da natureza não intrínseca de todos os darmas, deve-se saber que não existe nenhum self mesmo naquilo que é mente apenas. Portanto, aqueles que seguram as rédeas da lógica enquanto montam a carruagem dos dois sistemas [Madiamica e Iogachara], alcançam o estágio de um verdadeiro maaianista"

## Influência
Mipham lista os principais estudantes indianos de Śāntarakṣita como Kamalaśīla, Haribhadra e Dharmamitra. Ele também observa que outros estudiosos indianos como os mestres Jñanapada e Abhayākaragupta (c. 1100 EC) "também estabeleceram a visão de Prajnaparamita de acordo com essa tradição". Além disso, de acordo com David Seyfort Ruegg, outros estudiosos indianos posteriores, como Vidyākaraprabha (c. 800 EC), Nandasri, Buddhajñāna(pāda), Jitāri e Kambalapāda, também pertencem a essa tradição Iogachara-Madiamaca.
Ju Mipham afirma ainda que esta tradição foi continuada por estudiosos tibetanos como Ngok Lotsawa, Chaba Chökyi Senge e Rongton Choje. O trabalho de Śāntarakṣita também influenciou várias figuras tibetanas posteriores, como Yeshe De (c. século VIII), Sakya Pandita (1182–1251), Tsongkhapa (1357–1419) e Ju Mipham Gyatso (1846–1912).
A filosofia de Śāntarakṣita permaneceu a principal interpretação de Madiamaca no budismo tibetano do século VIII até o momento da segunda disseminação nos séculos XI e XII, quando o trabalho de Chandrakirti começou a ser traduzido. Blumenthal observa que já na época de Patsab (século XII) "a visão Prasaṅgika-Madhyamaka começou a ser amplamente ensinada e o privilégio do sistema de Śāntarakṣita começou a encontrar séria oposição". A interpretação de Je Tsongkhapa (1357-1419) de Prasaṅgika Madhyamaka, e sua nova escola, a Gelug, levantaram críticas sérias e influentes da posição de Śāntarakṣita. Em grande parte devido aos seus esforços, Prasaṅgika Madhyamaka substituiu o Madiamaca de Śāntarakṣita como a interpretação dominante de Madiamaca no budismo tibetano.
No final do século XIX, Ju Mipham tentou promover Iogacara-Madiamaca novamente como parte do movimento Rimê e como uma forma de discutir críticas específicas da filosofia amplamente influente de Je Tsongkhapa. O movimento Rimê foi financiado pelas autoridades seculares em Derge, Kham, e começou a estabelecer centros de aprendizagem incentivando o estudo de tradições diferentes da tradição guelupa dominante no Tibete central. Este movimento não sectário revitalizou as tradições Sakya, Kagyu, Nyingma e Jonang, que haviam sido quase suplantadas pela hegemonia gelug.
Como parte desse movimento, o estudioso Nyingma do século XIX Jamgon Ju Mipham Gyatso escreveu o primeiro comentário em quase 400 anos sobre o Madhyamakālaṅkāra de Śāntarakṣita. De acordo com seu aluno Kunzang Palden, Mipham foi convidado por seu professor Jamyang Khyentse Wangpo para escrever uma pesquisa de todos os principais shastras filosóficos Mahayana para uso nas faculdades monásticas Nyingma. Os comentários de Mipham agora formam a espinha dorsal do currículo monástico nyingma. O Madhyamakālaṅkāra, que foi quase esquecido no século XIX, agora é estudado por todos os estudantes de shedra nyingma.